# Nostoc
Nostoc er en slægt af cyanobakterier, der lever i ferskvand. De danner tråde af celler, som er indpakket i en geléagtig kappe. På fugtig jord lægger man sjældent mærke til Nostoc-kolonierne, men lige efter regn svulmer de op og danner iøjnefaldende geléklatter. I Danmark kaldes nostoc for søbrombær, hnv. søblomme – alt efter udseendet. Større kugler kaldes søtomater og de er fundet i store mængder i nogle søer i Grønland ved Kangerlussuaq (Søndre Strømfjord) (Nostoc pruniforme).
Arterne findes på fugtige stenflader, på bunden af søer og kilder, men sjældent i havet. Nogle af arterne har samliv med andre cyanobakterier, der har grønkorn og derfor fotosyntese. Planteslægten Gunnera lever i symbiose med fotosyntetiserende Nostoc-kolonier.
Den nyeste systematik anbringer Nostoc i sin egen familie og orden under Cyanobakterierne.
Nogen påstår at nostoc eller søbrombær er spiselige og de indeholder protein og C-vitamin, men de indeholder også giftstoffet mikrocystin, som selv i mindre mængder over længere tid skader mennesker og dyrs lever. Mikrocystin frigives i vandet, som herefter også er skadeligt.